# 201

## Nașteri
- dată necunoscută: Decius  (d. 251)
- dată necunoscută: Sfântul Dionisie  (d. 250)
- dată necunoscută: Antonia Gordiana  (d. ?)
- dată necunoscută: Maris al Calcedonului  (d. ?)